# Specialized Bicycle Components
Specialized Bicycle Components, более известная как Specialized — американская компания-производитель велосипедов и инвентаря для велосипедного спорта. Является четвёртой по величине велосипедной компанией США и ведущим инноватором в велосипедной отрасли. Основана Майком Синьярдом (Mike Sinyard) в 1974 году. Штаб-квартира находится в городе Морган-Хилл, Калифорния.
Компания выпускает оборудование для ряда велосипедных дисциплин: маунтинбайка, шоссейного велоспорта, BMX, велокросса, а также гибридные, дорожные, детские велосипеды и электровелосипеды.

## История

### Основание компании
Основатель компании Майк Синьярд увлёкся велосипедами в возрасте семи лет, когда отец купил ему подержанный женский велосипед. Байк был в плохом состоянии и отец Майка, работавший механиком и отлично разбиравшийся в технике, вместе с сыном занялся его восстановлением. Впоследствии его отец стал скупать старые велосипеды и чинить их, после чего Майк занимался покраской, а затем их продавали на местном блошином рынке. Со временем увлечение Майка велосипедами росло, во время учёбы в колледже Сан-Диего он практически ежедневно добирался на своём байке 7-8 миль до места учёбы, а также продолжал заниматься ремонтом подержанных велосипедов, продавая их через объявления в газетах.
Бросив учёбу, Майк продал свой микроавтобус Фольксваген за 1500 долларов и на вырученные средства устроил велотур по Европе, одной из целей которого был поиск недоступного на американском рынке оборудования для своего велосипеда. В Милане он познакомился с девушкой, устроившей ему встречу с итальянскими производителями шоссейных велосипедов и велосипедных компонентов. Майк был удивлён, узнав, что компании Campagnolo и Cinelli согласны поставлять ему компоненты для продажи в США, где остро ощущалась нехватка высококачественного велосипедного оборудования. Закупив компоненты на оставшиеся с продажи микроавтобуса деньги, Синьярд вернулся в США. В Калифорнии он за 60 долларов в месяц арендовал под склад трейлер, составил рукописный каталог товаров и начал объезжать с ним местные веломагазины.
Распродав оборудование за 1300 долларов при начальных затратах в 1100 долларов, Майк заключил, что спрос на качественные компоненты не удовлетворён и успешное начинание стоит продолжить, но у него не было достаточно денег, чтобы заказывать их напрямую из Италии. Тогда он сумел убедить заказчиков работать по предоплате, зарабатывая на повышении закупочной цены на 10-15 процентов. Эта оказавшаяся удачной схема и послужила началом компании. В качестве её названия был выбран термин Specialized, который, как отмечает Майк, в Италии означает приверженность делу и вовлечённость в него. За 1974 год оборот компании составил 64 тысячи долларов, а в следующем году достиг 128 тысяч, при этом при такой схеме работы Майк практически не имел издержек.

### Начало собственного производства
Успешно начав бизнес, в 1976 году Майк решил организовать собственное производство. Он не был удовлетворён качеством импортируемых из Италии шин. После года работы Синьярд представил на рынок собственный продукт — шины Specialized для туристических велосипедов. По словам Майка, это был настоящий прорыв, так как компания стала чем-то больше, чем просто импортёром — она стала инноватором.
Подтверждая стремление вводить новейшие технологии, в 1978 году Specialized первыми на велосипедном рынке выпустили фолдинговые клинчерные шины Turbo с бортами из кевларового троса. В этом году годовой оборот компании достиг миллиона долларов, что позволило Майку Синьярду перейди к выпуску собственных моделей велосипедов. Первая из них, Allez, была представлена в 1979 году и предназначалась для шоссейных гонок. Вторая модель получила название  Sequoia и была оснащена туристической рамой. Рамы Specialized, как и шины, были изготовлены на заказ в Японии, и, как отмечает сам Майк, он был поистине вдохновлён великолепным качеством японского производства.

### Горные велосипеды:Stumpjumper
В конце 70-х годов в Калифорнии набирало популярность новое увлечение — велосипедное катание в горах, в основном скоростной спуск. Для такого рода увлечения совершенно не подходили традиционные шоссейные велосипеды с узкими гладкими шинами, и любителям приходилось использовать раритетные модели 30—40-х годов с широкими покрышками. Возросший интерес привёл к созданию велосипедов, предназначенных исключительно для катания в горах, но все они производились по индивидуальным заказам, были «кастомными». Одним из первых их создателей был Том Ричи (Tom Ritchey), после знакомства с которым Майк Синьярд и обратил внимание на в то время ещё диковинные горные велосипеды.

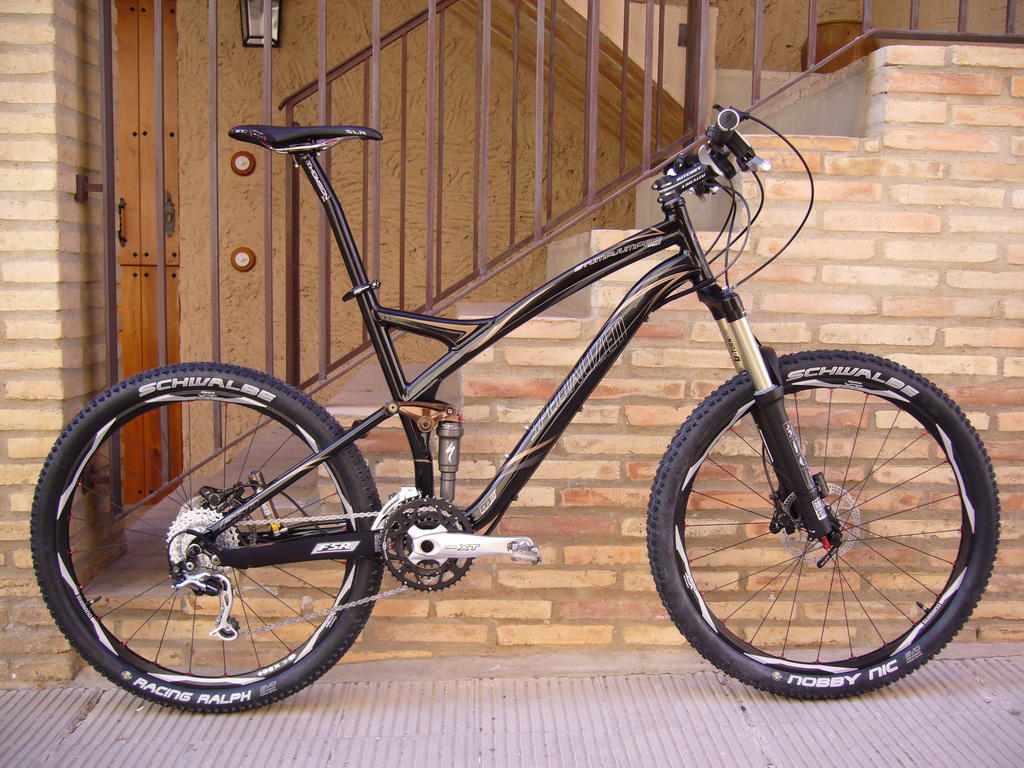
Велосипед Specialized Stumpjumper, модель 2008 года

В 1981 году инженер Тим Нинан (Tim Neenan) разработал модель горного велосипеда, предназначенную для серийного производства, и обратился за помощью в производстве к Майку. В течение последующих 12 месяцев в Японии было произведено 500 велосипедов новой модели, получившей название Stumpjumper и ставшей, таким образом, первым в мире серийным горным велосипедом. Цена в 750 долларов, за которую продавался велосипед, считалась довольно умеренной, учитывая, что модель Тома Ричи продавалась за 1500. Тем не менее, производители «кастомных» рам приняли разработанную Нинаном модель не слишком благожелательно, некоторые из них пренебрежительно называли велосипед «Skunkjunker», что можно перевести как «вонючий драндулет». Предпринятая Specialized рекламная кампания представляла Stumpjumper как велосипед, открывающий новый вид спорта, доступный каждому, у кого есть деньги на покупку модели. В рекламном ролике был задействован Тим Нинан, одетый в комбинезон и садовые перчатки, то есть в одежду, в которой он сам катался. Этот образ должен был продемонстрировать новизну и открытость маунтинбайка, в котором на тот момент не было даже какой-либо общепринятой экипировки.
Рама Stumpjumper была выполнена из стали, сваренной по технологии TIG. Тим Нинан планировал использовать узловую паянную раму, но данную технологию удалось применить только в последующих модификациях велосипеда. Конструкция выноса руля была позаимствована у BMX, руля — у мотоцикла компании Magura. Велосипед получил простую, но функциональную пятнадцатискоростную систему передач Suntour ARX GT, разработанную, как и многие другие компоненты Stumpjumper, для шоссейных велосипедов. Тормозная система представляла собой гибрид из позаимствованных у туристических велосипедов кантилеверных тормозов компании Mafac и ручек café-racer для гоночных мотоциклов. От туристических моделей Stumpjumper получил систему ведущих звезд TA Cyclotourist, не предназначенную для длительного использования на дорогах без твёрдого покрытия, из-за чего нередки были случаи её поломки. Покрышки использовались собственного производства компании Specialized. Велосипед весил около 14 килограмм.
В целом Stumpjumper оказался чрезвычайно успешной моделью, во многом оказавшей влияние на становление маунтинбайка как дисциплины. О его значимости говорит и то, что оригинальная модель Stumpjumper выставлена в Смитсоновском институте в Вашингтоне.

### Продолжение инноваций
Рост продаж позволил Specialized в 1982 году сменить занимаемый ими склад в Сан-Диего на гораздо большее помещение в городке Морган-Хилл. Новый офис имел общую площадь примерно в 5,5 тысяч квадратных метров, а кроме того, вокруг него располагалось множество подходящих для велосипедного катания трасс. В 1983 году компания создаёт первую в мире профессиональную гоночную маунтинбайк-команду. Спонсируемые Specialized спортсмены не только рекламировали бренд собственными победами, но и занимались обкаткой новых моделей перед выпуском на потребительский рынок, что позволяло устранить многие недочёты.

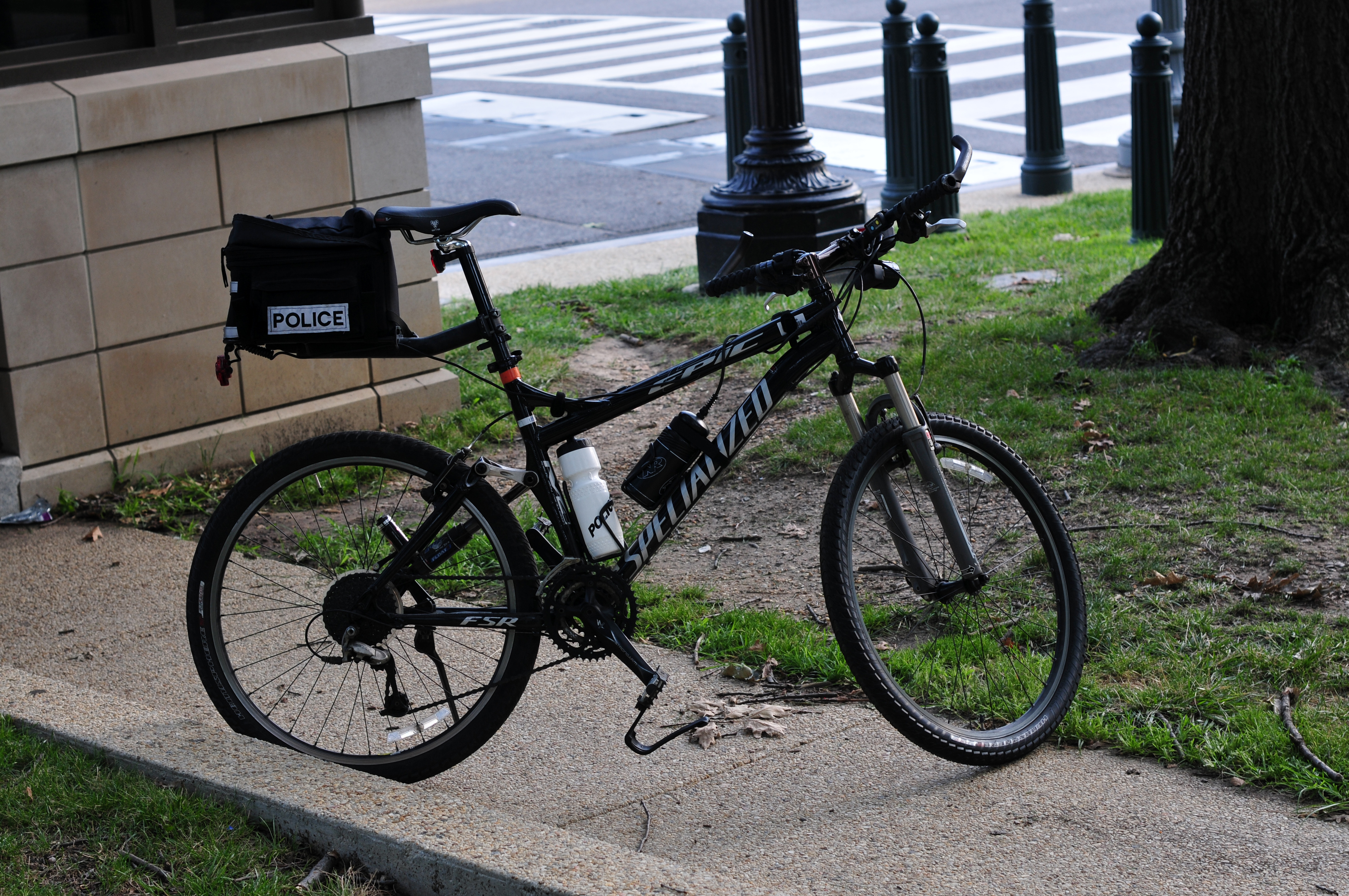
Велосипед Specialized Epic столичной полиции Вашингтона

В 1988 году заслуги Майка Синьярда были отмечены включением его в основанный в том же году «Зал славы и музей маунтинбайка». В следующем году Specialized выпускает на рынок первый доступный массовому потребителю горный велосипед с рамой из углеродного волокна, получивший название Epic. В этот же период компания, обеспокоенная данными о том, что продолжительное катание на велосипеде может привести к проблемам с потенцией, пытается решить эту проблему. В сотрудничестве с учёными в области медицины Specialized начинает производство нового вида велосипедных сёдел — Body Geometry, сконструированных так, чтобы перенести основную нагрузку с области промежности велосипедиста на кости таза.
1989 год для компании также отмечен началом сотрудничества с производителем алюминия из Сан-Диего Duralcan Corp., у которого Specialized заказали пять тысяч велосипедных колёс из композитного материала с металлической матрицей. Майк Синьярд отмечает, что выпуск новых колёс был крупным прорывом в отрасли. Другие велокомпании, в частности американская Huffy, также проводили эксперименты с введением в производство новейших материалов, но столкнулись с серьёзными проблемами и завершили исследования без каких-либо положительных результатов. Дело усложнялось тем, что производство колёс из композитов с металлической матрицей требовало сложной организации сотрудничества между ответственными за разные стадии производственного цикла компаниями США, Великобритании и Франции. Новые колёса, представленные на рынке в 1990 году, устанавливались на горные велосипеды, а также продавались в розницу через веломагазины. В связи с расширением географии деятельности были открыты представительства Specialized в Канаде и Европе.
В 1990 году началась знаменитая рекламная кампания Specialized, рассматриваемая многими как выходящая за рамки рекламной этики и нарушающая дух закона о неприкосновенности частной жизни. Specialized приобрели фотографию Михаила Горбачёва и изменили её так, что Горбачёв оказался одет в форму советской велосипедной команды, держал в руках велошлем Specialized, а его родимое пятно стало напоминать символ компании. Подпись под фотографией гласила: «Мистер Горбачёв на велосипеде Specialized „Sirrus“». Подобная вольность обосновывалась тем, что в то время советская велокоманда использовала шлемы Specialized.

### Годы кризиса
В 1990-е годы компания столкнулась с повышением конкуренции на велосипедном рынке, при этом продажи оставались на прежнем уровне или даже сокращались. Кроме того, Specialized испытывала проблемы с менеджментом и постепенно стала терять долю на рынке в пользу более успешных компаний, таких как Trek и Schwinn, которые в этот период не уступали Specialized в технологиях.
В 1995 году, желая повысить продажи, компания под брендом Full Force начала выпуск дешёвых горных велосипедов и продажу их через сетевые магазины спортивного оборудования. Этот шаг вызвал серьёзное  недовольство владельцев специализированных веломагазинов, которые ранее были основной площадкой для продажи велосипедов Specialized и относились к компании лояльно, а теперь теряли клиентов. Майк Синьярд настаивал на том, что покупатели сетевых магазинов всё равно не стали бы покупать высококачественный товар, предоставляемый веломагазинами, поэтому этот шаг компании Specialized был оправдан. Продавая дешёвые байки он рассчитывал привлечь более широкий круг людей к увлечению велосипедом, а уже затем они бы сами пришли в специализированные веломагазины для покупки качественных компонентов. Несмотря на это, многие дилеры Specialized были разочарованы, в связи с чем спустя два года после старта серия Full Force была снята с производства, а Майк написал официальное письмо с извинениями всем дилерам компании.
Несмотря на неудачу с Full Force, Specialized продолжили попытки увеличить продажи, начав выпуск велошлемов, бутылок для воды и прочей экипировки. Совместно с компанией Dupont было организовано производство ультралёгких композитных колёс. Specialized были настолько уверены в превосходстве их новых колёс, что объявили награду в пять тысяч долларов тому производителю, который сумеет выпустить велосипедные колёса, превосходящие их продукцию по аэродинамическим характеристикам. Тем не менее, к концу 1996 года продажи компании снизились на 30 %. По словам Синьярда, Specialized были «в нескольких сотнях долларов от банкротства». Ситуация стала улучшаться только к концу десятилетия.

### В 2000-е
В 2001 году тайваньская компания Merida, второй по величине производитель велосипедов в мире, купила 49% акций Specialized за 30 миллионов долларов. Майк Синьярд, сохранивший статус руководителя и крупнейшего акционера компании, объясняет этот шаг необходимостью привлечь дополнительные финансовые средства для достижения долгосрочных целей компании по активизации продаж, поддержке независимых продавцов, продолжению нацеленности на новейшие разработки и расширению экспансии на европейский рынок.
В 2009 году началось плодотворное сотрудничество Specialized с командой формулы-1 Макларен, а именно с их исследовательским отделом Mclaren Applied Technologies . Целью сотрудничества стало создание самого быстрого велосипеда, допущенного к соревнованиям Международным союзом велосипедистов. Разрабатываемый велосипед должен был сочетать в себе быстроту недопущенного Союзом Shiv с надёжностью и лёгкостью Tarmac. За основу была выбрана новая модель S-Works Venge, которую при сотрудничестве с Макларен удалось улучшить за счёт увеличения надёжности и снижения веса на 15 %.
По мере распространения интернета создание и наполнение официального сайта становилось для Specialized всё более важной задачей. Компания рассматривала сайт и интернет в целом как прекрасную возможность расширить популярность бренда, повысить его узнаваемость и теснее сплотить покупателей велосипедов с их производителем. Если клиент отправляет Specialized электронное письмо, то получает не стандартный ответ на бланке компании, а ответ, в котором будет указано имя конкретного сотрудника, что показывает покупателю, что он имеет дело с реальным человеком, учитывающим его интересы. При этом сайт не служит площадкой для продажи продукции, которую возможно купить только через официальных дилеров Specialized. Такая необычная позиция является сознательной политикой компании, направленной как на защиту интересов веломагазинов, так и на защиту покупателей от контрафактной продукции.

## Инновации
Specialized является ведущим инноватором в велосипедной отрасли. Это отражено, в частности, в девизе компании — Innovate or Die!, то есть «Вводить инновации или умереть!». На сайте Specialized отмечается ряд наиболее значимых актуальных нововведений компании:
- FACT (акроним от Functional Advanced Composite Technology — функционально-усовершенствованная композитная технология) — целостный подход к работе с композиционными материалами, применяемыми для изготовления велосипедных рам и экипировки. Подход позволяет рассматривать с точки зрения эффективности весь велосипед как единое целое. Отдельные характеристики, например, прочность рамы или её вес не рассматриваются без учёта влияния на конструкцию в целом. Углеродное волокно имеет целый ряд преимуществ, а главное позволяет воплотить практически любой дизайн, при этом при специальной обработке обладает не только лёгкостью и прочностью на разрыв, но и прочностью на растяжение, сжатие и скручивание[17]. В качестве примера использования технологии называется спроектированный по ней с нуля шоссейный велосипед Tarmac[18].
- 29er technology — технология производства велосипедов с 29-дюймовыми колёсами — твентинайнеров. Specialized отдают должное преимуществам твентинайнеров и хотят усовершенствовать этот вид велосипеда благодаря использованию фирменной геометрии, позволяющей повысить отзывчивость управления и снизить центр тяжести велосипеда[19]. Для снижения веса велосипеда компания использует специально разработанные для твентинайнеров колёса Roval[20].
- Aero — компания применяет новейшие методы и технические средства для улучшения аэродинамических характеристик велосипедов. Для снижения лобового сопротивления инженеры Specialized используют методы вычислительной гидромеханики, системного сбора данных и тестирование моделей в специально разработанной специалистами компании аэродинамической трубе[21].
- FSR — технология, обеспечивающая больший контроль, комфорт и эффективность подвески велосипеда посредством изолирования крутящего момента цепи и тормозной нагрузки. FSR позволяет подвеске свободно сжиматься и разжиматься в зависимости от рельефа, в результате чего увеличивается время сцепления колёс с землёй, тем самым повышая управляемость велосипеда. Сглаживание неровностей обеспечивает более комфортное катание, а эксклюзивная для модели Specialized FSR функция AUTOSAG позволяет настроить подвеску простым нажатием кнопки[22].
- Smoother is faster («Плавнее — значит быстрее») — аналог концепции FSR, применяемый по отношению к шоссейным велосипедам. Увеличивающее скорость снижение вибраций от дороги достигается путём использования вязкоупругих демпферов Zertz, вертикально податливых верхних крыльев, тонких подседельных штырей, особых конусной рулевой трубы и штока вилки, как и подшипников, а также более широких покрышек Turbo[23].
- Specialized Women — Specialized предпринимает серьёзные усилия, чтобы способствовать распространению увлечения велосипедом среди женщин. Совместно со специалистами Центра Спортивной Медицины в Боулдере компания занимается изучением анатомических особенностей женщин, используя эти данные для улучшения своих велосипедов и экипировки. Кроме того, женские модели разрабатываются с прицелом на их эстетичность и сочетаемость между собой[24].
- Brain Technology — технология производства амортизирующих систем для кросс-кантри и трейловых велосипедов. Задачей Brain является совмещение в едином компоненте двух крайностей: хорошей управляемости хардтейлов и способности легко преодолевать неровности, присущей полноподвесным велосипедам. Для реализации этой задачи используется инерционный клапан, различающий нагрузки от педалирования и от ударов о неровности. На ровных поверхностях «умный» амортизатор блокируется, а при столкновении с неровностями, такими как камни, корни или ухабы, подвеска переключается в активный режим. Наиболее эффективно технология работает при совместном использовании с подвеской FSR[25].
- D'Aluisio Smartweld — одновременно с активным использованием углеродного волокна Specialized уделяет существенное внимание развитию технологии алюминиевого производства. Особое значение имеет патентованная технология сварки под названием Smartweld («умная сварка»), разработанная специалистом компании Крисом Д'Алузио. За счёт предварительного гидроформирования увеличивается площадь и прочность сварочного соединения. Вес моделей уменьшается за счёт использования баттированных труб, у которых в местах, менее подверженных нагрузкам, снимается излишний металл, так что это не влияет на прочность[26].
- Öhlins Shock Technology — в 2014 году Specialized совместно со шведской компанией-производителем подвесок Öhlins выпустили амортизатор Öhlins ТТХ, отличающийся эффективностью, контролем и широким диапазоном настроек и предназваченный для моделей Demo 8 и Enduro EVO. Подвеска использует разработанную Öhlins специально для Specialized двухтрубную систему, а также сферические подшипники, значительно улучшающие сцепление на пересечённой местности[27].
- SWAT Technology (акроним от Storage, Water, Air and Tools — хранение, питьё, насос и инструменты) — технология создания интегрированной системы, обеспечивающей велосипедиста всем необходимым максимально комфортным для него образом. В частности система предлагает монтируемый на раму бардачок, снабжённый 29-дюймовой камерой, Co2 головкой и шинным рычагом, а также некоторым свободным пространством, используемым по усмотрению велосипедистом. SWAT включает в себя и выжимку для цепи, не требующего дополнительного пространства для хранения, так как она одновременно является якорем в штоке вилки. Также возможна установка двух флягодержателей Zee Cage II и мультитул EMT. На модели для триатлона Shiv гидропак для воды встроен прямо в нижнюю трубу велосипеда[28].

## Спонсорская деятельность

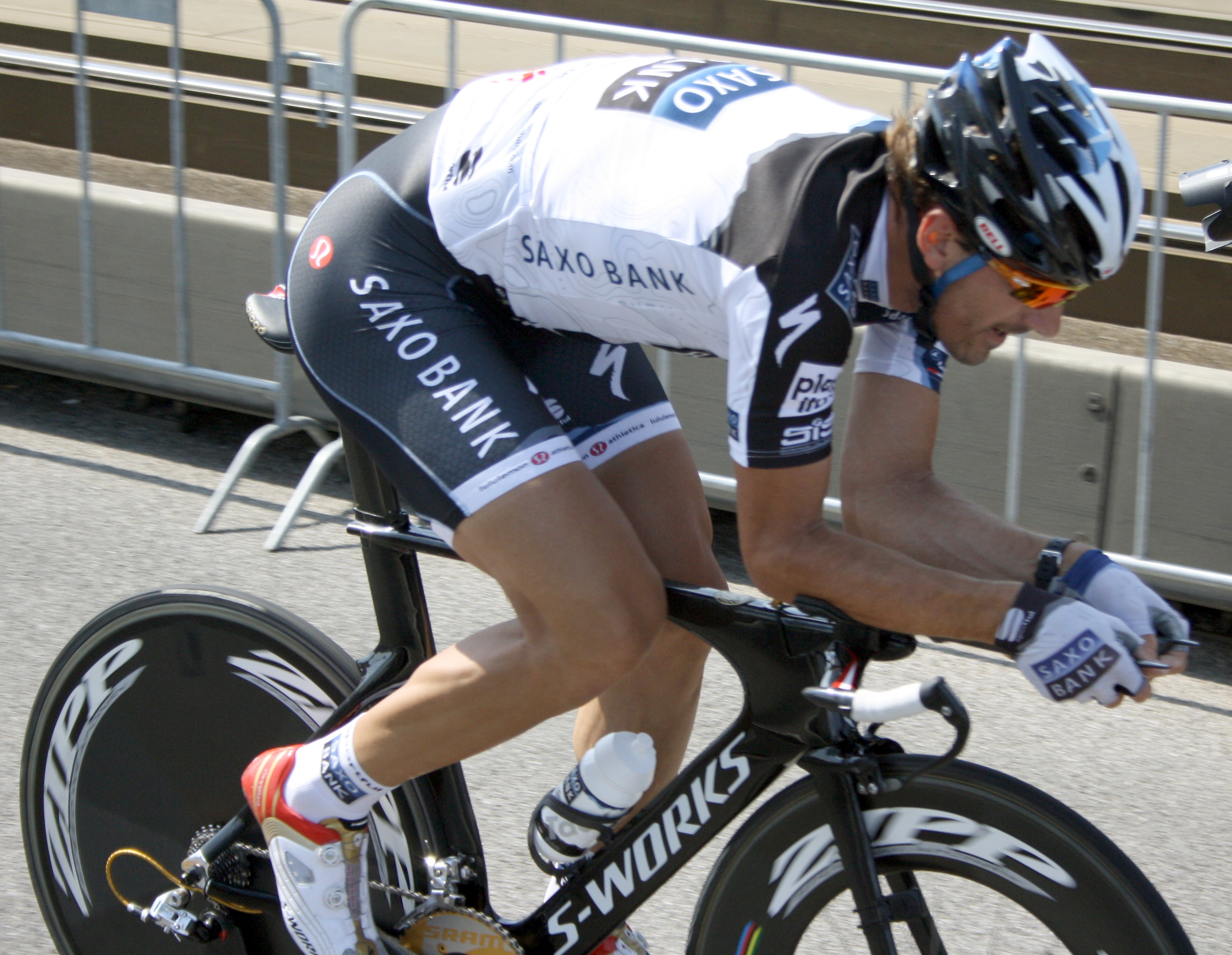
Фабиан Канчеллара во время тренировки перед Тур де Франс на велосипеде Specialized S-Works Shiv, 2010

Впервые собственная команда была создана Specialized ещё а 1983 году и была на тот момент первой в мире маунтинбайка профессиональной гоночной командой. С тех пор при поддержке Specialized было создано множество успешных маунтинбайк-команд, в том числе региональных. С сезона 2009 года компания спонсирует профессиональную команду Monster Energy Specialized team, в которую входил знаменитый австралийский маунтинбайкер Сэм Хилл, трёхкратный чемпион мира по даунхиллу, выступавший на велосипеде Specialized Demo 8. В сезоне 2013 года, после ухода Хилла, команда выступала под названием Specialized Racing: Downhill в составе трёхкратного чемпиона США и двукратного обладателя Кубка мира Аарона Гвина, чемпиона мира среди юниоров Троя Броснана и Митча Ропелато.
В 2011 году Specialized представили команду Global Freeride, созданную с целью добиться доминирования в мире фрирайда. В неё вошли такие значимые спортсмены, как Даррен Берреклот, Мэтт Хантер и Мартин Сёдерстрём, позднее также присоединись Денни Дерс, Майк Монтгомери и Стив Вудвард. В 2013 году компания объявила о создании эндуро-команды Specialized Racing Enduro в составе Кёртиса Кина и Аннеке Биртен, которые выступают на велосипедах S-Works Enduro и S-Works Stumpjumper.
Продолжает успешное выступление в Кубке мира по кросс-кантри команда Specialized Racing: XC MTB, в сезоне 2013 года за которую выступали олимпийский чемпион 2012 года Ярослав Кульхави, многократный победитель чемпионата Японии Кохи Ямамото, трёхкратный чемпион США Тодд Вэллc, пятая на чемпионате США Леа Девидсон, а также перспективная молодая гонщица из Чехии Тереза Хурикова. В 2013 году спортсмены выступали на твентинайнерах S-Works Epic и S-Works Fate. 
После чреды неудач середины 1990-х годов компания начала сотрудничество с производителем напитков Mountain Dew, совместно с которым была создана профессиональная команда Mountain Dew Specialized Team и начата программа поддержи BMX, включавшая строительство общественных трасс в Нью-Йорке, Лос-Анджелесе, Чикаго и Майами.
В конце 1990-х годов Specialized начинает работать и с шоссейными велогонщиками, в частности со знаменитым итальянцем Марио Чиполлини. В 2010 году на велосипеде Specialized Roubaix победу в гонке Париж — Рубе одержал швейцарец Фабиан Канчеллара, показавший также лучшее время на велосипеде Specialized Shiv на чемпионате мира по шоссейным гонкам с раздельным стартом. В том же году на Тур де Франс оба победителя, дисквалифицированный по итогам допинг-пробы Альберто Контадор и Анди Шлек, использовали велосипеды Specialized Tarmac. В сезоне 2011 года на велосипеде Specialized Venge участвовал в соревнованиях один из сильнейших спринтеров в шоссейных гонках Марк Кавендиш. В разное время продукцию Specialized использовали профессиональные шоссейные велокоманды, в том числе Festina, Gerolsteiner, Omega Pharma-Quick Step, Team Saxo-Tinkoff, Астана и Team Specialized-lululemon.
В сезоне 2013 года на велосипедах Specialized выступало три профессиональные команды мирового тура UCI: Астана, Omega Pharma-Quick Step и Team Saxo-Tinkoff. Эти же команды спонсируются Specialized и в сезоне 2014 года.

## Продукция

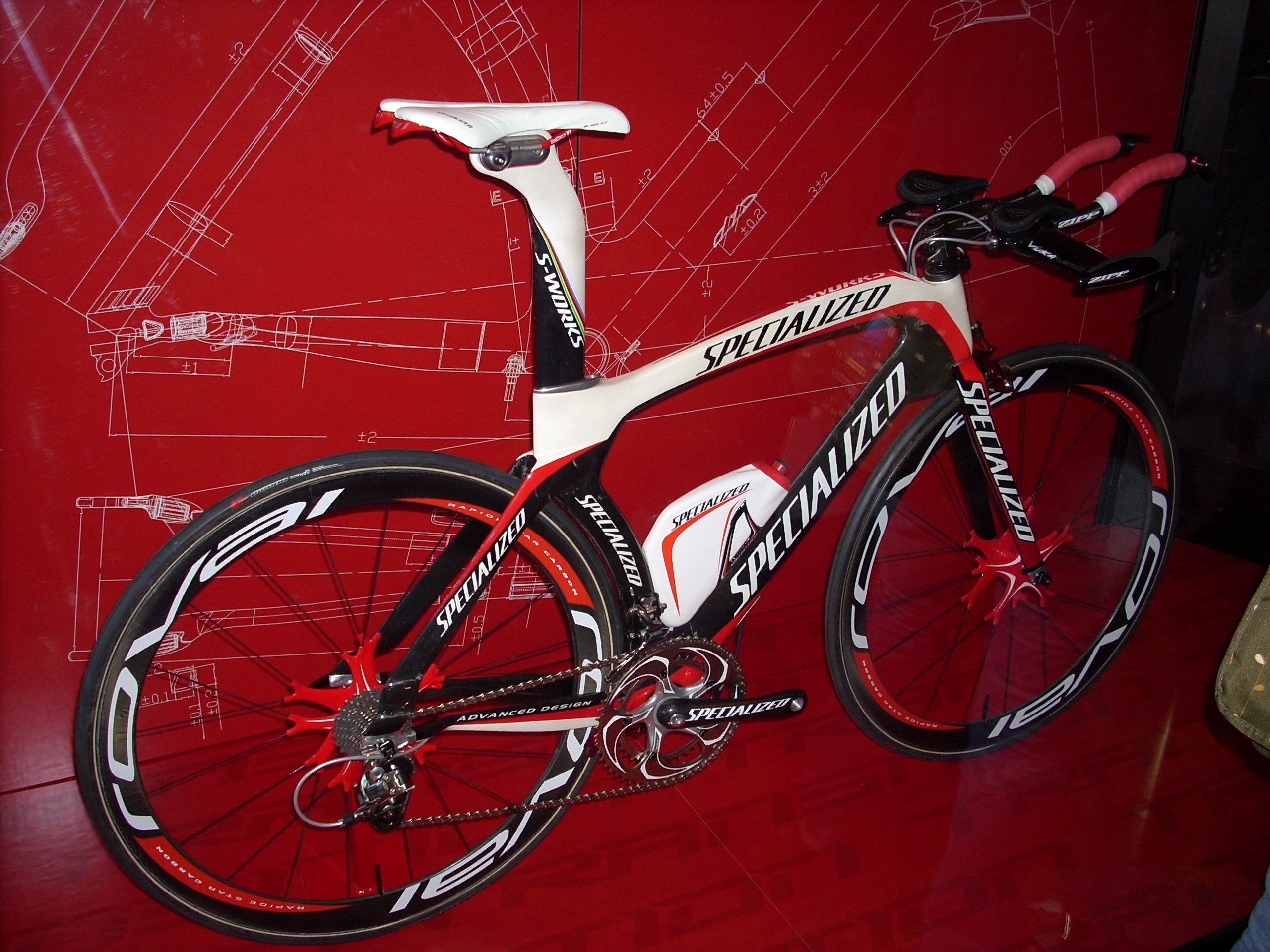
Шоссейный велосипед Specialized S-Works Transition, 2008

Продукция Specialized разделяется на три категории: экипировка для велосипедного спорта, велосипедное оборудование и непосредственно сами велосипеды. Среди выпускаемых компанией велосипедов есть модели практически всех основных видов велосипедов: от профессиональных шоссейных и горных до любительских прогулочных, детских и даже электровелосипедов.
Велосипедное оборудование Specialized представлено покрышками для горных, шоссейных и дорожных велосипедов; велосипедными камерами; сёдлами, сконструированными по технологии Body Geometry с учётом особенностей анатомии человека; колёсами серии Roval для разных типов велосипедов; бутылками для питья и креплениями для них; различными велокомпонентами; велокомпьютерами и велонасосами.
Среди выпускаемой компанией экипировки шлемы для различных дисциплин велоспорта, велосипедная обувь и одежда (шапочки, кепки, куртки, джерси, перчатки, трико, шорты, носки) и сумки.
Модельный ряд велосипедов 2014 года разделён на семь категорий: горные, шоссейные, гибридные, электровелосипеды, BMX/дёрт велосипеды, детские и дорожные велосипеды. В зависимости от спортивной дисциплины велосипеды подразделяются на типы, при этом каждая модель выпускается в нескольких вариантах в зависимости, в первую очередь, от комплектации.

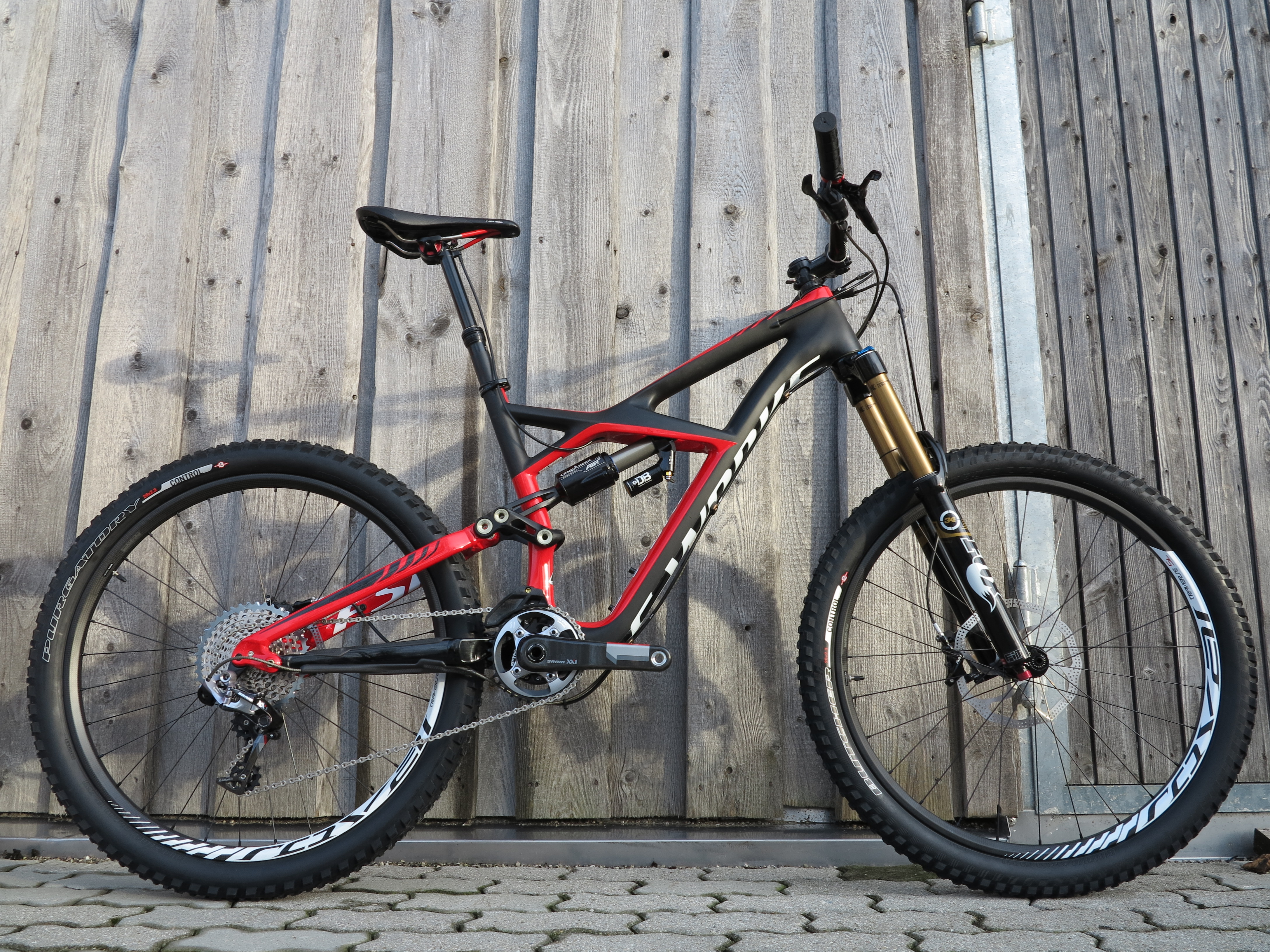
Горный велосипед Specialized S-Works Enduro, 2013

- Горные велосипеды[40]:

Epic — кросс-кантри двухподвес, рама из углеродного волокна (карбона);
Epic Hardtail  — кросс-кантри хардтейл, рама из углеродного волокна (карбона);
Stumpjumper — кросс-кантри хардтэйл с рамой из углеродного волокна;
Fate — женский карбоновый твентинайнер для кросс-кантри (снят с производства в 2017 году);
Chisel — кросс-кантри хардтейл с алюминиевой рамой из сплава M5 и 29-дюймовыми колёсами;
Crave — кросс-кантри хардтейл с алюминиевой рамой и 29-дюймовыми колёсами (снят с производства в 2017 году);
Jett — кросс-кантри хардтейл, колёса 29-дюймовые, рама из сплава M4 (снят с производства в 2018 году);
Stumpjumper FSR — трейловый двухподвес с карбоновой или алюминиевой (сплав M5) рамой и с 26 или 29-дюймовыми колёсами;
Camber — карбоновый двухподвес для трейла;
Safire — женский трейловый двухподвес с рамой из сплава M5 (снят с производства в 2015 году);
Rumor — женский трейловый двухподвес с рамой из сплава M5  и 29-дюймовыми колёсами (снят с производства в 2017 году);
Enduro — all mountain двухподвес, выпускаются модели как с карбоновой, так и с алюминиевой рамой, с 26 и 29-дюймовыми колёсами;
Demo 8 — двухподвесный велосипед для даунхилла, рама из углеродного волокна или алюминиевого сплава M5;
Status — Двухподвесный маллет для даунхилла, с аллюминевой рамой из сплава M5 и 29 дюймовыми коллёсами спереди и 27,5 сзади всего 2 версии данной модели 160-140;
Rockhopper — рекреационный хардтейл-твентинайнер с баттированной рамой из сплава A1;
Hardrock — рекреационный хардтейл-твентинайнер с алюминиевой рамой (снят с производства в 2017 году);
Myka — женский рекреационный хардтейл с алюминиевой рамой, доступен как с 26, так и с 29-дюймовыми колёсами;
Fatboy — фэт-байк с баттированной рамой из сплава M4.
- Шоссейные велосипеды[42]:

Tarmac — профессиональный шоссейный велосипед с карбоновой рамой;
Venge — профессиональный карбоновый велосипед, сочетающий прочность Tarmac с аэродинамикой Shiv;
Amira — спроектированный для женщин профессиональный велосипед с рамой из углеродного волокна;
Allez — профессиональный велосипед с рамой из баттированного алюминия марок A1 и E5;
Shiv TT — профессиональный шоссейный велосипед с карбоновой рамой, в отличие от Shiv разрешён UCI;
Roubaix — эндуранс-велосипед с карбоновой рамой;
Ruby — эндуранс-велосипед с рамой из углеродного волокна;
Secteur — велосипед для марафонских гонок с карбоновой рамой;
Dolce — спроектированный для женщин эндуранс-велосипед с рамой из углеродного волокна;
Awol — туристический велосипед с алюминиевой рамой и 26 или 29-дюймовыми колёсами;
Tricross — туристический велосипед с рамой из алюминиевого сплава A1;
Shiv — карбоновый велосипед для триатлона с повышенными аэродинамическими свойствами;
Alias — спроектированный для женщин триатлонный велосипед с рамой из углеродного волокна;
Crux — велосипед для велокросса с рамой из сплава E5 или карбона;
Langster — трековый велосипед с аэродинамический рамой из сплава A1;
- Гибридные велосипеды[45]:

Sirrus — велосипед на основе шоссейного с прямым рулём, доступны рамы из карбона и алюминия;
Vita — женский велосипед на основе шоссейного, руль прямой, рамы из карбона и алюминия;
Crosstrail — велосипед на основе шоссейного с чертами трейлового, рама из алюминия;
Ariel — разработанный для женщин гибрид с рамой из алюминиевого сплава M4 или A1;
Expedition — гибридный велосипед с алюминиевой как с мужской, так и с женской рамами;
Crossroads — комфортабельный алюминиевый ригид, доступны версии с женской рамой.
- Электровелосипеды[46]:

Turbo — электровелосипед с литий-ионной батареей и рамой из алюминиевого сплава. Электромотор SL 1.1 разработан совместно с компанией MAHLE.
- BMX/дёрт велосипеды:

P. Series — велосипед, сконструированный для BMX, дёрт-джампинга и слоупстайла, рама из хромо-молибденовой стали 520 Cr-Mo.
- Детские велосипеды[49]:

Hotrock Boys — детский велосипед для мальчиков с рамой из сплава A1, доступен как в вариациях без педалей, с дополнительными колёсами, так и в виде полноценного горного велосипеда;
Hotrock Girls — детский велосипед для девочек с рамой из сплава A1, доступен как в вариациях без педалей, с дополнительными колёсами, так и в виде полноценного горного велосипеда.
- Дорожные велосипеды[50]:

Globe Work  — дорожный велосипед с рамой из алюминиевого сплава A1, доступен в вариациях с открытой рамой; в 2012 году было объявлено о примерно 12 тысячах велосипедах серии Globe, отозванных по причине неисправности передней вилки.
Globe Daily  — дорожный велосипед с рамой из алюминиевого сплава A1, доступен в вариациях с открытой рамой и корзинкой над передник колесом;
Globe Roll  — дорожный велосипед с рамой в стиле шоссейного из баттированной хромо-молибденовой стали.